# 红鸟-2
红鸟-2巡航导弹是中华人民共和国的一种远程巡航导弹，它既可以通过陆基平台发射，也可以通过潜艇发射。

## 历史
1977年，中华人民共和国政府开始了X-700巡航导弹研制计划，20世纪80年代初期，中华人民共和国政府成立了专门的巡航导弹研究机构，1985年，中华人民共和国相关科研单位对一种小型涡轮喷气发动机进行了实验，1992年，中国航天三江集团公司成功研制出了红鸟-1远程巡航导弹。
随后，中国航天三江集团公司开始了对红鸟-1远程巡航导弹的改进工作。1994年3月，“红鸟”系列巡航导弹的总设计师病故，时年31岁的刘石泉承担起了红鸟-2的研制工作，1996年红鸟-2巡航导弹开始进入中国人民解放军服役。

## 规格
红鸟-2巡航导弹分为陆射型（红鸟-2A/红鸟-2B，射程1800千米）与潜射型（红鸟-2C，射程1400千米），潜射型配备在039型潜艇（宋级潜艇）上，以垂直方式发射。红鸟-2巡航导弹的制导方式与红鸟-1巡航导弹基本相同，理想精度可达3米，全重1400公斤，速度300米/秒（0.9马赫），巡航高度为15至7000米。